# Lijst van poorten in Hoorn
Dit is een lijst van poorten in de Noord-Hollandse stad Hoorn. Het gaat hierbij om beschermde poorten in de binnenstad. In deze lijst zijn de (voormalige) stadspoorten van Hoorn niet opgenomen.
| Naam                                                   | Adres                                      | Bouwjaar | Architect                   | Functie                                                                                        | Status                                                                                 | Afbeelding              |
| ------------------------------------------------------ | ------------------------------------------ | -------- | --------------------------- | ---------------------------------------------------------------------------------------------- | -------------------------------------------------------------------------------------- | ----------------------- |
| Admiraliteitspoortje                                   | Kerkplein tussen 22 en 24                  | 1607     | Onbekend                    | Toeganspoort tot kantoor van de Admiraliteit                                                   | Rijksmonument                                                                          |                         |
| Sint Sebastiaanspoort                                  | Achter de Vest tussen 32 en 34             | 1638     | Onbekend                    | Erfafscheiding                                                                                 | Rijksmonument                                                                          |                         |
| Sint Jorispoort                                        | Achter de Vest tussen 34 en 36             | 1638     | Onbekend                    | Erfafscheiding                                                                                 | Rijksmonument                                                                          |                         |
| Oude Vrouwenpoortje                                    | Kerkplein tussen 25 en 26                  |          | Onbekend                    | Toegang tot het Oude Vrouwenhuis                                                               | Rijksmonument                                                                          | Voorzijde · Achterzijde |
| Poortje naast Roode Steen 15 (Burgemeesterspoortje)    | bij Roode Steen 15                         | 1880     | Onbekend                    | Toegangspoort tot achtertuin van Roode Steen 15                                                | Rijksmonument                                                                          |                         |
| Poortje Oosterkerk                                     | bij de Oosterkerk                          |          | Onbekend                    | Toegangspoortje tot de Oosterkerk                                                              | Rijksmonument                                                                          |                         |
| Poort Westfries Museum                                 | Tussen het Statencollege en Roode Steen 16 |          | J. Uljé                     | Toegangshek tot het Statencollege, later rechtbank en nu het Westfries Museum                  | Rijksmonument                                                                          |                         |
| Poort Burgerweeshuis (Weeshuispoortje)                 | Korte Achterstraat 4                       | 1620     | Onbekend                    | Toegangsdeur naar Voormalig Burgerweeshuis                                                     | Rijksmonument                                                                          |                         |
| Poort van de Latijnse school                           | Munnickenveld naast 19                     |          |                             | Voorheen de poort van de Latijnse School van Hoorn. Later naar het Claes Stapelhof verplaatst. | Rijksmonument                                                                          |                         |
| Poort Doelengebouw (Doelenpoortje)                     | Achterstraat 2                             | 1615     | Mogelijk Hendrick de Keyser | Toegangsdeur naar het Doelengebouw                                                             | Rijksmonument                                                                          |                         |
| Poort Sint-Pietershof                                  | Spoorstraat                                | 1617     |                             | Toegangspoort naar het Sint-Pietershof                                                         | Rijksmonument                                                                          |                         |
| Poort Sint-Jozefhuis                                   | Achterom 15-17                             |          |                             | Toegangspoort Sint Jozefhuis                                                                   | Rijksmonument                                                                          |                         |
| Kloosterpoort                                          | Naast Wisselstraat 8                       | 1606     |                             | Poortje dat toegang gaf tot het achtergelegen Oude Vrouwenhuis                                 | Rijksmonument                                                                          |                         |
| Naamloos poortje tussen de Wisselstraat en Nieuwstraat | Nieuwstraat tussen 18 en 20                | 1603     |                             | Poortje dat toegang gaf tot het achtergelegen kloosterterrein, nu de Wisselstraat              | Rijksmonument                                                                          |                         |
| Tempelsteegpoortje                                     | Naast de Lutherse kerk                     |          |                             |                                                                                                | Afsluiting tussen ingang van de Lutherse kerk en het Ramen, ingang naar de Tempelsteeg |                         |